# 显脉金花茶
显脉金花茶（学名：Camellia euphlebia）是山茶科山茶属的植物。分布于越南以及中国大陆的广西等地，多生在石灰岩的石山常绿林下，目前尚未由人工引种栽培。

## 异名
- Camellia chrysantha (Hu) Tuyama var. macrophylla S. L. Mo et S. Z. Huang